# 小行星2635
小行星2635（2635 Huggins）是一颗围绕太阳公转的小行星。1982年2月21日，愛德華·鮑威爾在可可尼诺县发现了此天体。
該小行星以英國天文學家威廉·哈金斯命名。
这颗小行星的绝对星等为12.7等。